# François Bernardin Azaïs
François Bernardin Azaïs, dit Père Azaïs (31 janvier 1870 - 6 avril 1966), est un moine capucin, missionnaire et archéologue français. Il a été surnommé le « père de l’archéologie du sud de l’Éthiopie »,.
Il est né à Saint-Pons-de-Thomières, dans le département français de l'Hérault le 31 janvier 1870. Il devient frère capucin.
Entre 1897 et 1913, il est missionnaire à la mission catholique dite des Galla, sous l'autorité de Marie-Élie Jarosseau, à Harar, dans l'est de l’Éthiopie. Entre 1914 et 1921, il est aumônier militaire dans l'armée française. Entre 1922 et 1936, il mène une dizaine d'expéditions archéologiques dans le Sud, l'Ouest et l'Est de l’Éthiopie. Ses découvertes d'entre 1922 et 1926 ont été publiées dans son ouvrage co-signé par Roger Chambard en 1931, Cinq années de recherches archéologiques en Éthiopie. Ses recherches d'après 1926 n'ont pas été publiées ; ses archives qui les documentent sont conservées au Collegio San Lorenzo da Brandizi, à Rome, au siège de son ordre.
À la suite de l'invasion italienne de l'Éthiopie, il rentre en France. Il est nommé vicaire en 1941 puis curé desservant Lacanau de Mios, en Gironde, jusqu’en 1957.Il passe ses dernières années comme frère ordinaire à la Fraternité capucine de Toulouse, où il est mort le 6 avril 1966 à l'âge de 96 ans.

## Voir également